# Лучеса (река)
Лучеса — река в России, протекает по Тверской области. Впадает в Межу (бассейн Западной Двины).

## Характеристики
Длина — 95 км, площадь бассейна — 908 км², средний расход воды — 3,3 м³/с. Местами долина Лучесы глубоко врезана и достигает ширины от 300 до 500 м, представлены неширокая пойма и надпойменная терраса, русло достигает ширины 30 метров, глубина реки от 0,3—0,5 м до 1,0—1,5 м.

## Притоки
Самые большие притоки:
- Тагоща (левый),
- Мошна (правый).

В бассейне реки расположено озеро Дрязло.